# Mike Bongiorno

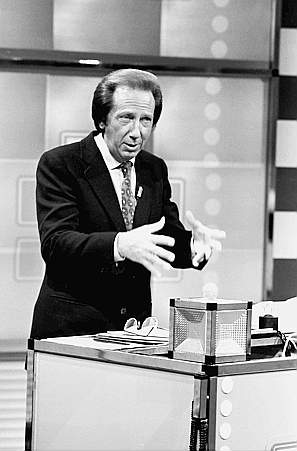
Mike Bongiorno

Mike Bongiorno (* 26. Mai 1924 in New York City; † 8. September 2009 in Monaco; eigentlich Michael Nicholas Salvatore Bongiorno) war der bekannteste Fernsehmoderator in Italien. Er galt als „König der Quizshows“ und war von 1953 bis 2009 im Fernsehen präsent.

## Jugend
Mike Bongiorno kam 1924 in New York City an der Ecke Fifth Avenue / 12. Straße zur Welt. Sein Vater Philip Bongiorno entstammte einer sizilianischen Emigrantenfamilie. Er war als erster Italo-Amerikaner an der Princeton University zugelassen worden, arbeitete als Anwalt und war Vorsitzender des Vereins Sons of Italy. Mikes Mutter Enrica Carello war Italienerin aus Turin. Nach der Trennung der Eltern kehrte Mike mit seiner Mutter in ihre Heimatstadt zurück und besuchte dort das Gymnasium. Im Jahre 1942 begann er eine Gelegenheitsarbeit für die Sportseiten der Zeitung La Stampa.
Während des Zweiten Weltkriegs unterbrach er die Schule und schloss sich 1944 den Partisanen der Resistenza an, für die er als Nachrichtenbote tätig war. Bei einem Versuch, sich durch das Eschental in die neutrale Schweiz abzusetzen, wurde er am 23. April 1944 von der Gestapo im Dorf Cravegna bei Crodo unter der Beschuldigung, ein amerikanischer Agent zu sein, verhaftet. Er verbrachte mehrere Monate im Gefängnis San Vittore in Mailand, zusammen mit dem bekannten Journalisten Indro Montanelli. Danach wurde er deportiert, erst im September 1944 in das Durchgangslager Bozen, dann in das Lager Reichenau. Dank seiner amerikanischen Staatsbürgerschaft kam er im Januar 1945 bei einem durch das Rote Kreuz vermittelten Austausch von Kriegsgefangenen zwischen den USA und Deutschland frei.

## Beginn bei Radio und Fernsehen
Sofort nach seiner Freilassung, im Februar 1945, ging Bongiorno nach New York und arbeitete ab 1946 für den Radiosender der Zeitung Il progresso italo-americano an dem Programm Voci e volti dall’Italia. Der Leiter des Nachrichtenprogramms der italienischen RAI, Vittorio Veltroni – der Vater von Walter Veltroni – wurde auf ihn aufmerksam und bot ihm einen Vertrag an. Bongiorno produzierte Reportagen aus Amerika für das Radioprogramm der RAI, vor allem über sportliche Ereignisse, so z. B. 1951 einen Bericht über den Boxkampf Joe Louis gegen Rocky Marciano. 1953 ging Bongiorno nach Italien zurück und gehörte zu den Personen, die am Sendestart des italienischen Fernsehens beteiligt waren: am 3. Januar 1954 begannen die offiziellen Fernsehsendungen der RAI, und Bongiorno leitete an diesem Tag die Interviewsendung Arrivi e Partenze.

## Lascia o raddoppia?
Im November 1955 startete Mike Bongiorno die erste Quiz-Sendung des italienischen Fernsehens: Lascia o raddoppia?, eine Version der amerikanischen Show The $64,000 Question. Die Sendung lief bis 1959 und wurde ein riesiger Erfolg. Sie trug zum unaufhaltsamen Siegeszug des Fernsehens bei und machte Mike Bongiorno zu einer Ikone des neuen Mediums.

## Die 1960er und 1970er Jahre
Erstmals 1963, dann noch weitere zehnmal, moderierte Bongiorno das Sanremo-Festival.

## Rückkehr zur RAI und Show-Skandal
Nach 27 Jahren, in denen Bongiorno nahezu ausschließlich für Silvio Berlusconis Mediaset-Konzern gearbeitet hatte, realisierte er im September 2007 seine bereits lange angekündigte Rückkehr zur RAI. Er moderierte auf RaiUno die Wahl der Miss Italia in Salsomaggiore. Bongiorno kam auf die Bühne, erwähnte seine Rückkehr und sagte sein übliches „Allegria!“. Dann kam es zu einer Live-Schaltung nach Bergamo, wo der Moderator und Imitator Fiorello auf Tour war. Mit dem 36 Jahre jüngeren Fiorello verband Bongiorno eine Freundschaft. Das Live-Gespräch wurde von technischen Problemen überschattet. Danach kündigte Bongiorno seine Moderationspartnerin, Loretta Goggi, an. Dabei kam es zu einem von den italienischen Medien viel beachteten Skandal. Die von Bongiorno ausdrücklich als Partnerin gewünschte Goggi schritt die Showtreppe hinab, beklagte sich über ihre Behandlung durch Bongiorno und ging ab. Ein sichtlich perplexer Bongiorno bemühte sich daraufhin, die Show bis zur ersten Werbepause zu bringen. Schließlich erschien Goggi wieder auf der Bühne und sang einen vorgesehenen Song. Als sie an Bongiornos Seite stand, beschwerte sie sich darüber, dass sie eine halbe Stunde hinter der Bühne auf ihren Auftritt hatte warten müssen, während der Showmaster eine Live-Schaltung zum Moderator Fiorello absolvierte. Italienische Medien berichteten, dass Goggi von Senderchef Fabrizio Del Noce, Jury-Präsident Michele Placido, der Veranstalterin sowie ihrem Mann dazu überredet werden musste, wieder aufzutreten. Dabei wurde auf den gültigen Vertrag und eine eventuelle Strafzahlung verwiesen. Zunächst gab es keine öffentliche Stellungnahmen von Goggi oder Bongiorno zu dieser Angelegenheit. Allerdings teilte Bongiorno in seinem Hotel einigen Journalisten mit feuchten Augen mit, dass er die Angelegenheit nicht verstehe und sehr gekränkt sei.

## Raub des Sarges
Etwa anderthalb Jahre nach Bongiornos Beisetzung im September 2009 auf dem Friedhof von Arona wurde der Sarg mit den sterblichen Überresten des Fernsehmoderators von unbekannten Tätern gestohlen. Am 8. Dezember 2011 wurde sein Sarg in Vittuone in der Nähe von Mailand wiedergefunden. Seine Söhne haben beschlossen ihn verbrennen zu lassen (Urne).

## Sonstiges
- Umberto Eco, der Bongiorno kannte, da er als Mitarbeiter bei Lascia e raddoppia? Quizfragen formuliert hatte, schrieb 1961 einen Aufsatz mit dem Titel Fenomenologia di Mike Bongiorno (in: Diario minimo, auf Deutsch: Phänomenologie des Quizmasters), in dem er die Fernsehperson Bongiorno analysiert. Zitat:
„Dieser Mann verdankt seinen Erfolg der Tatsache, dass aus jeder Handlung und jedem Wort eine absolute Mittelmäßigkeit spricht. Der Zuschauer sieht in ihm das Abbild seiner eigenen Beschränktheit glorifiziert.“[3]
- Der amerikanische Avantgarde-Komponist John Cage war 1958 als Pilzexperte Kandidat bei Lascia o Raddoppia?, nachdem er im Sommer jenes Jahres an den Darmstädter Ferienkursen für Neue Musik teilgenommen hatte und danach vier Monate in Mailand für die RAI die Komposition Fontana Mix aufnahm. Er gewann in sechs Folgen umgerechnet 6.000 Dollar. Im Laufe der Sendung wurde eines seiner Werke mit dem Titel Water Walk aufgeführt, wobei 34 verschiedene Klangerzeuger benutzt wurden, darunter eine Badewanne, ein Flügel, ein Dampfkochtopf, Eiswürfel in einem Mixer, fünf Radios. Bekannt blieb Bongiornos Schlusswort:
„Bravo, Signor Cage, Arrivederci und gute Reise, kehren Sie nach Amerika zurück oder bleiben Sie hier?“
„… Meine Musik bleibt.“
„Ah, sie gehen weg und ihre Musik bleibt, aber das Gegenteil wäre besser: wenn ihre Musik weggehen und sie bleiben würden.“
(Lacher und Applaus.)
- Bongiorno wurde aufgrund seines jahrzehntelangen Erfolgs auch SuperMike genannt.
- Sein Ausruf: „Allegria“ (Freude!) war zu Bongiornos Markenzeichen geworden.
- Mike Bongiorno war ein bekennender Fan von Juventus Turin.
- 1957 begründete Bongiorno den Trofeo Topolino, einen der bedeutendsten Nachwuchssportveranstaltungen im Alpinen Skisport.
- Er hat auch in einigen Filmen mitgespielt, in denen er sich meist selbst als Quizmaster interpretierte.

## Filmografie
- 1955: Vater, wir wollen heiraten (Ragazze d’oggi) – Regie: Luigi Zampa
- 1955: Höllenfahrt nach Tobruk (Il prezzo della gloria) – Regie: Antonio Musu
- 1955: Motivo in maschera – Regie: Stefano Canzio
- 1956: I miliardari – Regie: Guido Malatesta
- 1956: Totò, lascia o raddoppia? – Regie: Camillo Mastrocinque
- 1961: Das Jüngste Gericht findet nicht statt (Il giudizio universale)
- 1972: Providenza! – Mausefalle für zwei schräge Vögel (La vita a volte è molto dura, vero Provvidenza?)
- 1974: Wir waren so verliebt (C’eravamo tanto amati) – Regie: Ettore Scola
- 1982: Ein pikanter Traum (Sogni mostruosamente proibiti) – Regie: Neri Parenti
- 1999: Venti – Regie: Marco Pozzi